# Craig Harrison
Craig Harrison (Cheltenham, novembre 1974) è un militare e scrittore britannico.
Harrison è noto per aver battuto con 2 475 metri il record di uccisione alla più lunga distanza per un tiratore scelto, colpendo due guerriglieri talebani nel novembre 2009 durante un'azione in Afghanistan; il record era in precedenza detenuto dal cecchino canadese Rob Furlong, che nel 2002 colpì un guerrigliero talebano durante l'Operazione Anaconda centrandolo a 2 430 metri di distanza.

## Giovinezza e arruolamento nell'esercito
Craig Harrison nasce nel novembre 1974 a Cheltenham, nel Gloucestershire, figlio di un addestratore di cani e di una cameriera, entrambi al servizio della Royal Air Force Police. Ultimo di due fratelli, i suoi genitori si separarono quando era molto giovane. Nel 1990, all'età di 16 anni, si è arruolato volontario nell'Esercito Britannico, servendo dapprima nell'Household Cavalry e poi nel Blues and Royals.

## Dettagli del record durante la guerra in Afghanistan

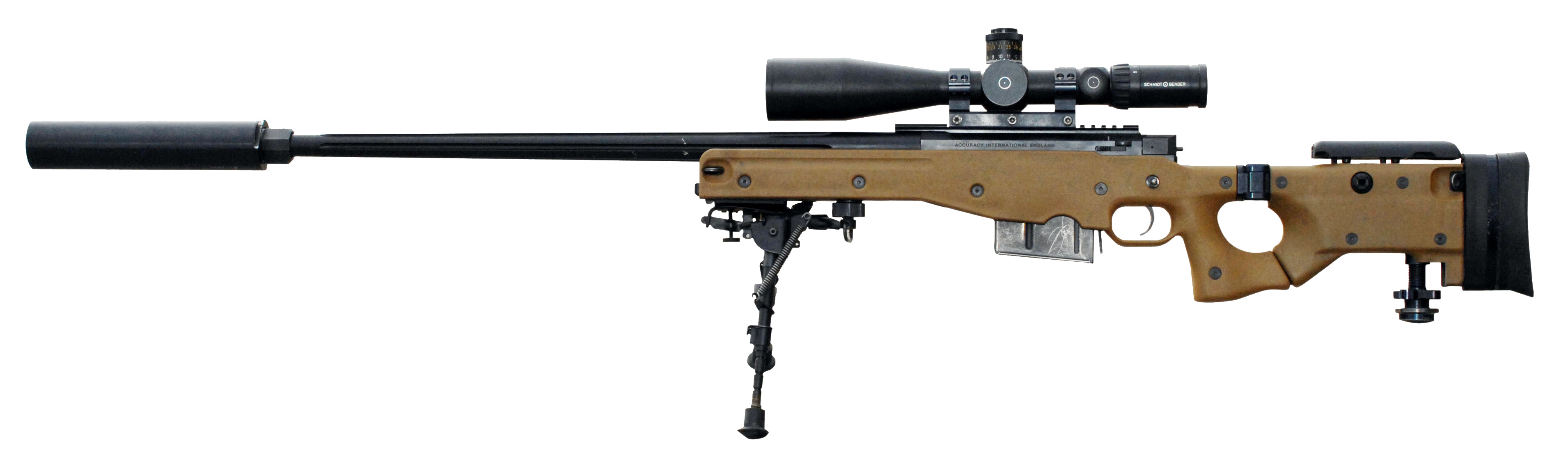
Il fucile L115A3 utilizzato da Craig Harrison in Afghanistan

Harrison, caporale e cecchino dell'Household Cavalry, stava partecipando alla guerra in Afghanistan. Nel novembre 2009, durante un'operazione di ricognizione a sud del distretto di Musa Qala, Harrison intravide due mitraglieri talebani a 2462 m di distanza; sparò pertanto con il suo fucile di precisione L115A3, colpendo il primo combattente allo stomaco, centrandolo ad una distanza di 2 475 metri. Dopodiché colpì il secondo talebano al fianco dopo che egli aveva preso il fucile, riuscendo anche a distruggere una mitragliatrice RPK. In seguito è stato calcolato che i proiettili restarono in volo per circa 3 secondi. Harrison dichiarò che le condizioni ambientali erano ottime, senza vento, con un clima mite e chiara visibilità.
In seguito, Harrison uccise altri dodici talebani e ne ferì sette e, nello stesso mese, rimase coinvolto in un'imboscata nella provincia di Helmand durante la quale venne lievemente ferito alla testa da un proiettile che attraversò il suo elmetto. Due giorni dopo, Harrison rimase coinvolto in una trappola esplosiva che vide coinvolto un veicolo corazzato Jackal; in tale circostanza il cecchino subì fratture ad entrambe le braccia. Venne quindi rimpatriato in Gran Bretagna per ricevere ulteriore assistenza sanitaria; tornò nuovamente in servizio dopo il totale recupero dei suoi arti, sebbene avesse perso il talento di tiratore.

## Carriera post militare
Tornato nel Regno Unito dopo il servizio in Afghanistan, a Harrison viene diagnosticato lo stress da combattimento e nel 2014 si congeda con onore. Harrison ha ricevuto un risarcimento di 100 000 sterline dal Ministero della Difesa britannico che non ha impedito che i media rivelassero la sua vera identità in alcune interviste, mettendo lui e la sua famiglia a rischio di vendette da parte dei simpatizzanti di Al-Qaeda. Ha quindi dovuto trasferirsi in altra località e la moglie ha perso il lavoro. Harrison è stato congedato in malattia permanente.
Nel 2016 ha scritto The Longest Kill, basato sulla sua giovinezza e sulla sua carriera militare.

## Vita privata
È sposato con Tanya e ha avuto una figlia.
| Controllo di autorità | VIAF (EN) 349144782714935850319 · LCCN (EN) n2015062918 |